# Qais Kazem Al-Janabi
 (avril 2023).
Qays Kazem Al-Janabi (né en 1370 AH / 1951) est un chercheur, auteur et critique littéraire irakien, ainsi qu’un généalogiste et éditeur de manuscrits. Il a commencé à écrire en 1976, et il est membre de l’Union générale des écrivains et auteurs en Irak.

## Naissance et formation
Qays Kazem Haj Al-Janabi est né dans le district d'Al-Musayyib, au nord du Gouvernorat de Babylone, le dimanche 27 Ramadan 1370 AH correspondant au 1er juillet 1951.
Il a étudié au lycée pour garçons d’Al-Musayyib, dont il est diplômé en 1972. Il a obtenu une licence en langue arabe à la Faculté des Lettres de l’Université de Bassorah en 1976, puis une maîtrise en documents et manuscrits à l'Institut d'Histoire Arabe et du Patrimoine Scientifique, pour son mémoire intitulé « *Nukhbat Bahjat az-Zamān bi-ʿĀmirat Makka li-Mulūk Banī ʿUthmān* » de Jar Allah Muhammad ibn Abd al-Aziz Ibn Fahd (mort en 954 AH), étude et édition, soutenue à l’été 1999. Il a ensuite obtenu un doctorat en patrimoine intellectuel du même institut, avec une thèse intitulée « L'influence de la poésie sur la documentation des événements historiques durant l’époque omeyyade », soutenue en août 2002.

## Carrière et activités
Il a commencé sa carrière comme enseignant dans les lycées, puis il a enseigné à l’université. Il est actuellement maître de conférences (grade de professeur assistant). Il a travaillé comme rédacteur au journal culturel *Al-Adib*, puis comme chef du service des actualités et des reportages de 2004 à 2006. Il a aussi été conseiller pour la revue *Al-Turāth al-Shaʿbī* publiée par les affaires culturelles. Il tenait une chronique intitulée « Amshāj » dans le journal *Al-Siyāda* entre 2005 et 2006, et une autre intitulée « Mes amis fous » dans le journal *Al-Mashriq*.
Il est membre fondateur de l’Union générale des écrivains et auteurs en Irak ; il a été invité à la première conférence fondatrice de l’Union en 1981. Il est aussi membre fondateur du forum littéraire de Alexandrie (Irak) depuis 1989, et membre du conseil central de l’Union des écrivains arabes (mandat 2004-2008).
Il a participé à de nombreux festivals, colloques et activités culturelles universitaires. Il a coécrit plusieurs ouvrages avec d’autres auteurs, en plus de ses propres publications et éditions du patrimoine.